# Николовски, Властимир
Властими́р Ни́коловски (макед. Властимир Николовски; 20 декабря 1925, Прилеп, Королевство сербов, хорватов и словенцев, ныне Северная Македония — 28 марта 2001) — македонский композитор и педагог. Академик Академия наук и искусств Македонии (1981).

## Биография
Обучению музыке начал в средней музыкальной школе в Скопье. Продолжил учёбу в 1946—1947 годах в Ленинградской консерватории у Ореста Евлахова (композиция) и в 1948—1955 годах Музыкальной академии в Белграде у Миленко Живковича (композиция). В 1961 году становится профессором музыкальной кафедры Педагогической академии в Скопье; одновременно руководил оперным театром. В 1966 году становится первым ректором Высшей музыкальной школы Скопье. В 1956—1961 годах председатель Союза Kомпозиторов Македонии, а в 1961—1966 годах — Союза Kомпозиторов Югославии. Неоднократно бывал в СССР. Автор статей в музыкальной прессе. Считается одним из значительных представителей композиторской школы Македонии, сформировавшейся после II мировой войны.

## Сочинения
- оратория «Клименту» (1966)
- «Бурлески сельские» для солистов, хора и оркестра (1963)
- «Симфония-бревис» (1956)
- цикл «По дорогам» для голоса с оркестром (1960)
- кантата «Сердарот» (1963)
- Короткая симфония (1956)
- «Сюита в старинном стиле» для оркестра (1957)
- «Маленькая сюита» (1961)
- пассакалья (1964)
- камерно-инструментальные ансамбли